# Straszowa Wola (gromada)
Straszowa Wola – dawna gromada, czyli najmniejsza jednostka podziału terytorialnego Polskiej Rzeczypospolitej Ludowej w latach 1954–1972.
Gromady, z gromadzkimi radami narodowymi (GRN) jako organami władzy najniższego stopnia na wsi, funkcjonowały od reformy reorganizującej administrację wiejską przeprowadzonej jesienią 1954 do momentu ich zniesienia z dniem 1 stycznia 1973, tym samym wypierając organizację gminną w latach 1954–1972.
Gromadę Straszowa Wola z siedzibą GRN w Straszowej Woli utworzono – jako jedną z 8759 gromad na obszarze Polski – w powiecie opoczyńskim w woj. kieleckim, na mocy uchwały nr 13g/54 WRN w Kielcach z dnia 29 września 1954. W skład jednostki weszły obszary dotychczasowych gromad Straszowa Wola, Dorobna Wola, Radwan i Miedzna Murowana ze zniesionej gminy Topolice w tymże powiecie. Dla gromady ustalono 14 członków gromadzkiej rady narodowej.
31 grudnia 1959 do gromady Straszowa Wola przyłączono wieś Żelazowice i kolonię Żelazowice ze zniesionej gromady Miedzna Drewniana.
Gromada przetrwała do końca 1972 roku, czyli do kolejnej reformy gminnej.